# Meliosma tachirensis
Meliosma tachirensis är en tvåhjärtbladig växtart som beskrevs av J.A. Steyermark och A.H. Gentry. Meliosma tachirensis ingår i släktet Meliosma och familjen Sabiaceae. Inga underarter finns listade.